# التحالف الأنجلو بولندي
أُضفي الطابع الرسمي على التحالف العسكري بين المملكة المتحدة وبولندا بموجب الاتفاقية الأنجلو بولندية في عام 1939، مع الإضافات اللاحقة لعامي 1940 و1944،  للمساعدة المتبادلة في حالة الغزو العسكري من ألمانيا النازية، كما هو محدد في بروتوكول سري. 

## خلفية
كانت المملكة المتحدة تحاول إنشاء تحالف رباعي لاحتواء ألمانيا النازية، مع فرنسا وبولندا والاتحاد السوفييتي. كان وزير الخارجية البولندي جوزيف بك منزعجًا من احتمال إقامة أي تحالف مع السوفييت لأنه يتعارض مع سياسة بولندا المتمثلة في الحفاظ على مسافة من ألمانيا النازية والاتحاد السوفييتي. كما كان يخشى من رد فعل برلين على التحالف الرباعي، والذي قد ينظر إليه على أنه تطويق لألمانيا. ولكن بك رأى فرصة سانحة، فاقترح على وزير الخارجية البريطاني اللورد هاليفاكس اتفاقاً سرياً بشأن التشاور، وقد تم استلامه في 24 مارس/آذار 1939. عندما سأله هاليفاكس، قال السفير البولندي لدى المملكة المتحدة إدوارد برنارد رازينسكي إن بك كان يفكر في المساعدة البريطانية في حالة وقوع هجوم على بولندا، لكن هذا لن يكون اتفاقًا متبادلًا. 

## التطمينات البريطانية لبولندا
في 31 مارس 1939، ردًا على تحدي ألمانيا النازية لاتفاقية ميونيخ واحتلالها لتشيكوسلوفاكيا، تعهدت المملكة المتحدة بدعمها ودعم وفرنسا لضمان استقلال بولندا:
... في حالة حدوث أي عمل يهدد بوضوح استقلال بولندا، والذي تعتبره الحكومة البولندية وفقًا لذلك أمرًا حيويًا لمقاومته بقواتها الوطنية، فإن حكومة جلالة الملك تشعر بأنها ملزمة على الفور بتقديم كل الدعم للحكومة البولندية في حدود سلطتها. لقد أعطت الحكومة البولندية ضمانًا بهذا الشأن.
وأود أن أضيف أن الحكومة الفرنسية قد فوضتني لتوضيح أنها تقف في نفس الموقف في هذه المسألة مثل حكومة جلالة الملك.

ومع ذلك، أشار رؤساء الأركان البريطانيون في ذلك الوقت إلى أنه "لا يمكننا تقديم مساعدة مباشرة عن طريق البر أو البحر أو الجو". 
في 6 أبريل، أثناء زيارة وزير الخارجية البولندي إلى لندن، تم الاتفاق على إضفاء الطابع الرسمي على الضمان باعتباره تحالفًا عسكريًا إنجليزيًا بولنديًا، في انتظار المفاوضات. وقد ذكر نص "البيان الإنجليزي البولندي" أن الحكومتين "متفقتان تمامًا على مبادئ عامة معينة" وأنهما "متفقتان على استعداد البلدين للدخول في اتفاقية ذات طابع دائم ومتبادل". ويشير الكتاب الأزرق البريطاني لعام 1939 إلى أنه لم يتم التوقيع على الاتفاقية الرسمية حتى 25 أغسطس. 
وقد تم تمديد هذا الضمان في 13 أبريل إلى اليونان ورومانيا، بعد غزو إيطاليا لألبانيا.

## اتفاقية المساعدة المتبادلة
في 25 أغسطس، بعد يومين من توقيع ميثاق مولوتوف-ريبنتروب، وهو ميثاق عدم اعتداء بين ألمانيا النازية والاتحاد السوفييتي مع بروتوكول سري يقسم أوروبا الوسطى والشرقية بينهما، وقعت بريطانيا وبولندا اتفاقية للمساعدة المتبادلة. وتضمن الاتفاق وعودا بالمساعدة العسكرية المتبادلة بين الدولتين في حال تعرض أي منهما لهجوم من قبل "دولة أوروبية". لقد سعت المملكة المتحدة، التي استشعرت اتجاه التوسع الألماني، إلى تثبيط العدوان الألماني من خلال هذا العرض من التضامن. وفي بروتوكول سري للاتفاقية، عرضت المملكة المتحدة المساعدة في حالة وقوع هجوم على بولندا من قبل ألمانيا على وجه التحديد، ولكن في حالة وقوع هجوم من قبل دول أخرى، لم يُطلب من الأطراف سوى "التشاور معًا بشأن التدابير التي يجب اتخاذها بشكل مشترك".  كان كل من المملكة المتحدة وبولندا ملزمين بعدم الدخول في اتفاقيات مع أي دولة ثالثة أخرى تشكل تهديدًا للأخرى. وبسبب توقيع المعاهدة، أرجأ هتلر غزوه المخطط لبولندا من 26 أغسطس إلى 1 سبتمبر.
في ليلة 25-26 أغسطس، قامت مجموعة تخريبية ألمانية، دون علم بالتأخير، بشن هجوم على ممر جابلونكوف ومحطة موستي للسكك الحديدية في سيليزيا. وفي صباح يوم 26 أغسطس، تم صد هذه المجموعة من قبل القوات البولندية. ووصف الجانب الألماني الهجوم بأنه "نتيجة لتصرف شخص مجنون". حذرت هذه الحادثة القوات المسلحة البولندية من أن الغزو وشيك، مما دفع الحكومة البولندية إلى البدء بهدوء في تسريع جهود التعبئة. نشرت القوات الجوية البولندية معظم طائراتها التشغيلية إلى مطارات ثانوية. نتيجة لذلك، قصفت القوات الجوية الألمانية معظم المطارات الفارغة في أول يومين من الحرب.

## فشل التحالف السوفييتي الفرنسي البريطاني
بعد الاحتلال الألماني لبراغ في مارس/آذار 1939، في انتهاك لاتفاقية ميونيخ، سعت حكومة تشامبرلين في بريطانيا إلى الحصول على الدعم السوفييتي والفرنسي لإنشاء جبهة سلام. وكان الهدف هو ردع المزيد من العدوان الألماني من خلال ضمان استقلال بولندا ورومانيا. ومع ذلك، رفض ستالين التعهد بتقديم الدعم السوفييتي للضمانات ما لم تبرم بريطانيا وفرنسا أولاً تحالفاً عسكرياً مع الاتحاد السوفييتي. ورغم أن مجلس الوزراء البريطاني قرر السعي إلى تشكيل مثل هذا التحالف، فإن المفاوضين الغربيين في موسكو في أغسطس/آب 1939 لم يكونوا يتسمون بالإلحاح. وكانت المحادثات تجري بشكل سيء وبطيء من قبل دبلوماسيين لا يتمتعون بسلطة كبيرة، مثل ويليام سترانج، وكيل مساعد الوزير. كما أن دول وسط وشرق أوروبا مثل بولندا ورومانيا وفنلندا ودول البلطيق كانت لها علاقات عدائية مع الاتحاد السوفييتي وكانت تتوقع أن السوفييت يريدون السيطرة عليها. ورغم أن هتلر كان يصعد من تهديداته ضدها، رفضت بولندا السماح للقوات السوفييتية بعبور حدودها بسبب خطر عدم مغادرتها أبدًا.
وفي الوقت نفسه، كانت بريطانيا العظمى والاتحاد السوفييتي منخرطين بشكل منفصل في مفاوضات سرية مع ألمانيا النازية. تظهر الوثائق التي تم رفع السرية عنها أنه بعد أن أظهرت فرنسا القليل من الاهتمام بالتمسك بمعاهدة المساعدة المتبادلة الفرنسية السوفييتية، لم تستجب بريطانيا للطلبات السوفييتية بشن هجوم دفاعي على ألمانيا، حيث تعهد الاتحاد السوفييتي بإرسال مليون جندي سوفييتي على الحدود البولندية الألمانية. ولكن لم يكن من الممكن أن يتم نشر أي قوات دون موافقة بولندا، وهو ما لم يكن متوقعا. ثم غيّر الاتحاد السوفييتي استراتيجيته وركز على توسيع نطاق نفوذه في أوروبا الوسطى والشرقية بالتعاون مع ألمانيا النازية، مما أدى في النهاية إلى توقيع ميثاق مولوتوف-ريبنتروب والغزو الألماني السوفييتي المشترك لبولندا. 

## الاتفاقية البحرية البولندية البريطانية
منذ إرسالها إلى بريطانيا في الأيام الأخيرة من شهر أغسطس/آب 1939 أثناء عملية بكين، ظلت البحرية البولندية في المياه البريطانية. في نوفمبر 1939، بعد غزو بولندا، سمحت الاتفاقية البحرية البولندية البريطانية للبحارة البولنديين بارتداء زيهم البولندي ووجود ضباط قيادة بولنديين على متن السفن على الرغم من أن السفن كانت من صنع بريطاني.  وفي وقت لاحق، تم تعديل الاتفاقية في 5 أغسطس/آب 1940 لتشمل جميع الوحدات البولندية.

## الاتفاقية البولندية البريطانية بشأن القوات البرية والجوية البولندية
في 5 أغسطس 1940، تم توقيع اتفاقية تنص على أن "القوات المسلحة البولندية (التي تضم القوات البرية والبحرية والجوية) سيتم تنظيمها واستخدامها تحت القيادة البريطانية" ولكنها ستكون "خاضعة للقانون العسكري البولندي والحكم التأديبي، وسيتم محاكمتها في المحاكم العسكرية البولندية".  لم يحدث التغيير إلا في 11 أكتوبر 1940، عندما أصبح سلاح الجو البولندي استثناءً وأصبح خاضعًا للانضباط والقوانين البريطانية. 

## تحليل
وقد التزم التحالف، لأول مرة في التاريخ، بريطانيا بالقتال نيابة عن دولة أوروبية أخرى غير فرنسا أو بلجيكا.  وكان هتلر يطالب آنذاك بالتنازل عن مدينة دانزيج الحرة، وطريق سريع خارج الإقليم (الرايخ أوتوبان برلين-كونيجسبيرج) عبر الممر البولندي، وامتيازات للأقلية العرقية الألمانية داخل بولندا. وبموجب شروط التحالف العسكري، كان لكل من بولندا وبريطانيا الحرية في اتخاذ القرار بشأن معارضة أي تعدٍ على الأراضي بالقوة، حيث لم يتضمن الاتفاق أي بيان بالتزام أي من الطرفين بالدفاع عن سلامة أراضي الطرف الآخر.  ومع ذلك، كانت هناك أحكام تتعلق بـ "التهديدات غير المباشرة" ومحاولات تقويض استقلال أي من الطرفين من خلال "الاختراق الاقتصادي" في إشارة واضحة إلى المطالب الألمانية.
في مايو 1939، وقعت بولندا على بروتوكول سري للتحالف العسكري الفرنسي البولندي لعام 1921، لكن فرنسا لم تصدق عليه حتى 4 سبتمبر.
في 17 سبتمبر، غزا الاتحاد السوفييتي بولندا عبر الحدود البولندية الشرقية وفقًا للبروتوكول السري لمعاهدة مولوتوف-ريبنتروب الذي ينص على تقسيم بولندا بين ألمانيا النازية والاتحاد السوفييتي. وبموجب ميثاق الدفاع المشترك البولندي البريطاني، يتعين على المملكة المتحدة أن تقدم لبولندا "كل الدعم والمساعدة في حدود قوتها" إذا كانت بولندا "منخرطة في أعمال عدائية مع قوة أوروبية نتيجة لعدوان من جانب هذه الأخيرة". اتصل السفير البولندي في لندن، إدوارد برنارد راشينسكي، بوزارة الخارجية البريطانية للإشارة إلى أن البند 1 (ب) من الاتفاقية، الذي يتعلق بـ "العدوان من قبل قوة أوروبية" على بولندا، يجب أن ينطبق على الغزو السوفييتي. رد هاليفاكس بأن التزام الحكومة البريطانية تجاه بولندا الذي نشأ عن الاتفاقية الأنجلو بولندية كان مقتصراً على ألمانيا، وفقاً للبند الأول من البروتوكول السري.

## نقد
كتب المؤرخ البولندي باول فيزوركيفيتش: "لم يكن القادة البولنديون على دراية بحقيقة مفادها أن إنجلترا وفرنسا لم تكونا مستعدتين للحرب. لقد احتاجوا إلى الوقت لمواكبة الرايخ الثالث، وكانوا عازمين على كسب الوقت بأي ثمن". صرح الصحفي ستانيسلاف ماكيفيتش في أواخر الأربعينيات من القرن العشرين قائلاً: "إن قبول ضمانات لندن كان أحد أكثر الأحداث مأساوية في تاريخ بولندا. لقد كان انحرافًا عقليًا وجنونًا". وفي اليوم نفسه الذي تعهدت فيه بريطانيا بدعم بولندا، صرح اللورد هاليفاكس: "نحن لا نعتقد أن هذا الضمان سيكون ملزماً". كتب دبلوماسي بريطاني آخر، ألكسندر كادوجان، في مذكراته: "بطبيعة الحال، لا تقدم ضماناتنا أي مساعدة لبولندا. ويمكن القول إنها كانت قاسية على بولندا، بل وحتى ساخرة".
جرت مفاوضات عسكرية بولندية بريطانية في لندن لكنها انتهت بالفشل. بعد محادثات مطولة، تعهد البريطانيون على مضض بقصف المنشآت العسكرية الألمانية إذا نفذ الألمان هجمات من هذا النوع في بولندا. وفشل القادة العسكريون البولنديون في الحصول على أية وعود أخرى. وفي الوقت نفسه، تفاوض الجانب البولندي على قرض عسكري. ووصف السفير البولندي لدى بريطانيا، إدوارد راشينسكي، المفاوضات بأنها "كابوس لا نهاية له". كتب جوزيف بك في مذكراته: "تحولت المفاوضات التي أجراها العقيد آدم كوك في لندن على الفور إلى مناقشة نظرية حول نظامنا المالي. وكان من الواضح أن السير جون سيمون وفريدريك ليث روس لم يدركا خطورة الموقف. لقد تفاوضا من منظور مالي بحت، دون مراعاة قواعد التحالف في زمن الحرب. ونتيجة لذلك، لم يمنحنا العرض الإنجليزي أي أساس لتعزيز جيشنا بسرعة".
في الثاني من أغسطس/آب 1939، وافقت بريطانيا أخيراً على منح بولندا قرضاً عسكرياً بقيمة 8 ملايين جنيه إسترليني، وهو مبلغ أقل مما حصلت عليه تركيا في نفس الوقت. طلبت بولندا قرضًا بقيمة 60 مليون جنيه إسترليني. 

## ملحوظات
1. ↑  Lerski، Jerzy Jan (1996). Historical Dictionary of Poland, 966–1945. Greenwood Publishing Group. ISBN:978-0313260070. مؤرشف من الأصل في 2023-06-27.
2. ↑  Weinberg، Gerhard L. (1954). Germany and the Soviet Union. Studies in East European history. Brill Archive. ص. 49–50. مؤرشف من الأصل في 2023-03-30.
3. ↑  Cienciala، Anna M. (1968). Poland and the Western powers 1938–1939 : a study in the interdependence of Eastern and Western Europe. Toronto. ص. 217–218. ISBN:978-0710050212. مؤرشف من الأصل في 2024-11-30. اطلع عليه بتاريخ 2022-03-21.{{استشهاد بكتاب}}:  صيانة الاستشهاد: مكان بدون ناشر (link)
4. ↑  "European Situation"، Parliamentary Debates (Hansard)، ج. 345، cc2415-20، 31 مارس 1939، مؤرشف من الأصل في 2024-12-12
5. ↑  Henderson، Nicholas (أكتوبر 1997). "A Fatal Guarantee: Poland, 1939". History Today. ج. 47 ع. 10. مؤرشف من الأصل في 2024-11-17.
6. ↑  "Anglo-Polish Agreement"، British War Blue Book Miscellaneous No. 9 (1939)، مؤرشف من الأصل في 2024-11-30 – عبر Hyperwar Foundation
7. ↑  Prazmowska، Anita J. (2004). Britain, Poland and the Eastern Front, 1939. Cambridge Russian, Soviet and Post-Soviet Studies Soviet and East European Studies. Cambridge University Press. ج. 53. ص. 203. ISBN:978-0521529389.
8. ↑  Holdsworth، Nick (18 أكتوبر 2008). "Stalin 'planned to send a million troops to stop Hitler if Britain and France agreed pact'". The Telegraph. مؤرشف من الأصل في 2024-01-23. اطلع عليه بتاريخ 2024-03-30.
9. ↑  Peszke، Michael (2011). "The British-Polish Agreement". Journal of Slavic Military Studies: 654.
10. ↑  Kacewicz، G.V. (1979). Great Britain, the Soviet Union and the Polish Government in Exile. Dordrecht: Springer Netherlands. ص. 61.
11. ↑  Olson, Lynne، & Stanley Cloud (2003). A Question of Honour. New York: Alfred A Knopf. ص. 98.
12. ↑  Gunther, John (1940). Inside Europe. New York: Harper & Brothers. ص. 133.
13. ↑  "On 31 March 1939 the British government guaranteed the independence (though not the territorial integrity) of Poland, in which they were joined by France".

Paul M. Hayes, Themes in Modern European History, 1890–1945, Routledge (1992), (ردمك 0-415-07905-5)
14. ↑  Wojciech، Mazur (n.d.). "Dozbrojenie last minute". Polityka. 3/2009 ع. 3/2009: 103.

## قراءة إضافية
- أنيتا ج. برازموسكا . (1987). بريطانيا وبولندا والجبهة الشرقية، 1939 . مطبعة جامعة كامبريدج،(ردمك 0-521-33148-X)
- فلاديسلاف دبليو كولسكي . (1976). "الاتفاقية الأنجلو بولندية المؤرخة في 25 أغسطس/آب 1939: أبرز أحداث مسيرتي الدبلوماسية" ، المراجعة البولندية ، 21 (1/2): 23-40.